# Star Trek: Strategic Operations Simulator
Star Trek: Strategic Operations Simulator es un videojuego arcade basado en el programa de televisión Star Trek, lanzado por Sega en 1982. Se trata de un juego vectorial, con pantallas tanto en dos dimensiones como en tres dimensiones. El jugador controla la USS Enterprise, siendo su tarea la defensa de los distintos sectores del espacio ante los ataques Klingon.
El juego fue publicado en dos cabinas distintas, una para jugar de pie y otra "deluxe", semicerrada y con un asiento modelado a partir de la silla del capitán en Star Trek: La película, con mandos incluidos en ella.  

## Jugabilidad
El juego utiliza conversaciones sintetizadas, dado que, para la época, el coste en memoria de utilizar samples de sonido era prohibitivo.
A diferencia de la mayor parte de juegos arcade de su tiempo, el jugador dispone de múltiples vistas de la acción y solo una nave por cada crédito. A lo largo del juego, la supervivencia del jugador se rige por su habilidad para obtener escudos, que se obtienen al atracar en las bases estelares o como recompensa por defenderlas de un ataque Klingon.
El sistema de control empleado en Star Trek: Strategic Operations Simulator usa un dial para el control de la nave, mientras que una serie de botones permiten al jugador activar los motores de impulso, motor Warp, fáseres y torpedos fotónicos. El botón warp está situado deliberadamente lejos del resto de botones para forzar al jugador a alcanzarlo en mitad de un combate.

## Conversiones
Star Trek: Strategic Operations Simulator fue versionado para la mayoría de ordenadores y consolas de la época; como Commodore 64, TI-99/4A, la familia Atari de 8-bit y Atari 5200 en 1983, Tandy Color Computer en 1984 (renombrado a Space Wrek), Atari 2600, Commodore VIC-20, ColecoVision y Apple II.